# Ли Ре
Ли Ре (кор. 이레, Lee Re; род. 12 марта 2006, Кванджу, Квансан-гу, Кванджу или Singa-dong, Кванджу) — южнокорейская актриса. Наиболее известна по роли главной героини в фильмах «Желание» (2013), «Суд ведьмы» (2017) и «Дива с необитаемого острова» (2023).

## Ранний период жизни и образование
Родилась в 2006 году и является самым младшим ребёнком в семье, в которой есть ещё сын и две дочери. Посещала начальную школу в Кванджу, начальную школу в Инчхоне и начальную школу в Сеуле. Также училась в Корейской международной христианской школе в Инчхоне, частной школе для протестантов. В 2023 году окончила факультет театра и кино Университета Чунан, в 16 лет поступила на первый курс.

## Карьера

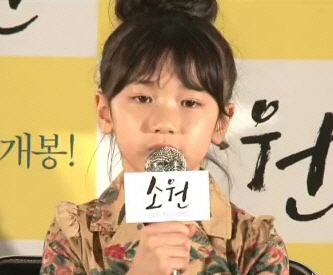
Ли Ре в 2013 году

Начала карьеру с работы моделью. Её актёрский дебют состоялся в телесериале «Прощай, дорогая жена» (2012). Произвела очень сильное впечатление своим первым появлением в кино, сыграв ученицу начальной школы, пытающуюся преодолеть травму, полученную в результате жестокой сексуальной агрессии, в фильме режиссера Ли Джуна Ика «Желание» 2013 года. За свою роль в этом фильме получила награду за лучшую женскую роль второго плана на Пекинском международном кинофестивале. Привлекла внимание зрителей своими актерскими ролями в фильмах «Как украсть собаку» (2014), «Мелодия, которую нужно запомнить» (2016) и драме «Шесть взлетающих драконов» (2015).
В 2017 году приняла участие в корейском озвучке японского мультфильма «Твоё имя» (2016). В 2020 году снялась в фильме «Поезд в Пусан 2: Полуостров», продолжении блокбастера о зомби «Поезд в Пусан» (2016).
В июле 2023 года подписала контракт с агентством Noon Company. Позже в том же году появилась в телесериале «Дива с необитаемого острова» (2023).